# Titularbistum Dalisandus in Pamphylia
Dalisandus in Pamphylia (ital. Dalisando di Pamfilia) ist ein Titularbistum der römisch-katholischen Kirche.
Es geht zurück auf ein historisches Bistum in Pamphylien eine Landschaft an der mittleren Südküste von Kleinasien. Es gehörte zur Kirchenprovinz Side. 
| Titularbischöfe von Dalisandus in Pamphylia |                                            |                                                     |                 |                    |
| Nr.                                         | Name                                       | Amt                                                 | von             | bis                |
| 1                                           | Gérard-Paul-Louis-Marie de Milleville CSSp | Apostolischer Vikar von Konakry (Guinea)            | 8. Mai 1955     | 14. September 1955 |
| 2                                           | Rudolf Johannes Maria Koppmann OMI         | Apostolischer Koadjutorvikar von Windhoek (Namibia) | 26. Januar 1957 | 24. Juni 2007      |